# José Telésforo Paúl
José Telésforo Paúl Vargas (Santafé de Bogotá, 5 de enero de 1831-La Mesa, Cundinamarca, 8 de abril de 1889) fue un eclesiástico y obispo colombiano que desempeñó su labor eclesiástica como obispo de Panamá entre 1875 y 1884 y como arzobispo de Bogotá entre 1884 y 1889.

## Biografía

### Primeros años y educación
Hijo de Rafael Paúl y Motta, un abogado venezolano radicado en Bogotá, y de su esposa Florentina Vargas Gaitán, nació el 5 de enero de 1831 siendo el mayor entre tres hermanos, sus hermanos fueron Felipe Fermín (1833-1912) y Rafaela Paúl y Vargas.
Estudio en el Colegio Mayor de Nuestra Señora del Rosario y a la edad de 13 años, ingreso a la Compañía de Jesús lo que le permitió por muchos años desempeñarse como docente en el Colegio Mayor de San Bartolomé en Bogotá, debido a las persecuciones del gobierno de José Hilario López, Paúl y demás Obispos Jesuitas se exilian en países de Europa y América.
Paúl viaja a Europa donde adelante estudios en Bélgica, Francia y España, esto le valió más adelante ser considerado como uno de los más grandes humanistas y políglota al hablar y escribir en cuatro y cinco idiomas fluidamente.

### Sacerdocio
Paúl fue ordenado sacerdote el 5 de diciembre de 1855 a la edad de 24 años. Después de su ordenación fue ubicado en el Seminario de la Asunción de Guatemala en la Ciudad de Guatemala, para dictar las cátedras de Retórica y Humanidades. Tras finalizar en Colombia las persecuciones en contra de los Jesuitas, en 1858, Paúl regresa nuevamente a Bogotá, donde asciende con prominencia como maestro, orador y consejero. 
Tras la llegada al poder de Tomás Cipriano de Mosquera en 1861, regresa nuevamente exiliado a Guatemala donde es nombrado Catedrático en Teología en el Seminario de la Asunción de Guatemala y también es preparador y maestro de novicios para los jesuitas guatemaltecos. En 1869 el reverendo Roberto Pozo lo envía a El Salvador con el fin de establecer una nueva residencia jesuita en San Salvador, pero es exiliado nuevamente en 1872, junto con otras órdenes religiosas, por el presidente de El Salvador, el mariscal Santiago González Portillo, político guatemalteco nacido en Zacapa y nacionalizado salvadoreño. 
Paúl junto con otros sacerdotes, llegaron a Ecuador, antes de ser enviados al Estado Soberano de Panamá, Estado perteneciente a Colombia, por su Presidente Buenaventura Correoso. Durante su estadía en la Ciudad de Panamá fue nombrado Superior Jesuita en Panamá, maestro del Seminario Diocesano y con posterioridad a ello Obispo de Panamá.

### Obispo de Panamá
Paúl Vargas, es nombrado Obispo de Panamá el 17 de septiembre de 1875 por Su Santidad el Papa Pío IX. Sucedió a Ignacio Antonio Parra, que lo consagró obispo el 15 de marzo de 1876, siendo así Paúl el Primer Obispo Consagrado de Panamá.
Entre sus acciones como Obispo de Panamá, Paúl reorganizó y estableció diferentes parroquias a lo largo de la Ciudad de Panamá, también se desempeñó en visitas pastorales a las diferentes comunidades y buscó una mejor disciplina y educación del clero en Panamá. También mostró gran interés en la construcción del Canal de Panamá, haciéndose amigo de Ferdinand de Lesseps, diplomático francés a cargo de la obra del Canal, bendijo al Canal al inicio de su construcción. Con el tiempo Paúl fue tildado por Lesseps como El prelado más ilustre que he conocido, gracias a su apoyo y consejería en medio de la construcción. Con el tiempo le fue dando gran importancia a la Zona del Canal de Panamá por medio de sus acciones pastorales y visitas religiosas, dividiéndola en tres Distritos y asegurando la visita de Sacerdotes Panameños a la Zona.
Durante su administración realizó diversas Visitas Pastorales a las Diócesis y a través de ello buscó establecer escuelas y hospitales a lo largo y ancho de Panamá en colaboración con las Hijas de la Caridad de San Vicente de Paúl. En muchas de sus cartas pastorales, alentó al Evangelismo y la Educación Católica, condenó al Conflicto entre Liberales con la Iglesia Católica y sus relaciones Iglesia-Estado. En 1877 viaja al Congreso de los Estados Unidos de Colombia para que por medio de sus declaraciones se establezca una mejor relación y para que exista un trato respetuoso entre Iglesia y Estado.

### Arzobispo de Bogotá
Después de la muerte del Arzobispo de Bogotá Vicente Arbeláez Gómez, Su Santidad el Papa León XIII nombra a Paúl Vargas como Nuevo Arzobispo de Santafé en Nueva Granada (Actual Arquidiócesis de Bogotá).
Paúl Vargas tuvo un papel importante a la hora de la redacción y ratificación de la Constitución de 1886 establecida por Rafael Núñez viéndose una gran alianza entre Iglesia y Estado, después de la promulgación de la Nueva Constitución. Paúl Vargas muere en La Mesa, Cundinamarca el 8 de abril de 1889 a la edad de 58 años.